# 羅姆維爾 (路易斯安那州)
羅姆維爾（英語：Romeville）是位於美國路易斯安那州聖詹姆斯堂區的一個普查規定居民點。

## 人口
根據2020年美國人口普查的數據，羅姆維爾的面積為9.23平方千米，當中陸地面積為8.40平方千米，而水域面積為0.83平方千米。當地共有人口99人，而人口密度為每平方千米10.73人。